# Jhonnatan Botero
Jhonnatan Botero Villegas (* 27. April 1992 in Retiro) ist ein kolumbianischer Mountainbiker.

## Sportlicher Werdegang
Botero stammt aus dem Ort Retiro in den Bergen oberhalb von Medellín. Er kam durch seinen vom Mountainbiken begeisterten Onkel zum Sport und trainierte unter anderem dadurch, dass er jeden Tag mit dem Fahrrad zur Schule fuhr. Als Junior war er 2009 und 2010 Landesmeister im Cross-Country XCO, 2010 auch Junioren-Panamerikameister im XCO und mit der Staffel. In der Folge gehörte er der kolumbianischen Radsportmannschaft bei den Olympischen Jugendspielen 2010 an; nicht zuletzt dank seines Siegs im Mountainbike-Rennen gewann das Team die Goldmedaille.
Auch in der U23 sammelte Botero mehrere Titel auf nationaler und kontinentaler Ebene. 2015, in seinem ersten Jahr in der Elite, gewann er die kolumbianischen Meisterschaften im XCO und im Eliminator (XCE). Im Jahr darauf war er Kolumbiens Vertreter im olympischen Mountainbikerennen von Rio und erzielte mit dem fünften Platz ein hervorragendes Ergebnis. Auch in den folgenden Jahren tat er sich immer wieder bei diversen Sportveranstaltungen in Lateinamerika hervor, unter anderem war er Vizemeister bei den Panamerika-Meisterschaften 2021 und gewann die Goldmedaille der Zentralamerika- und Karibikspiele 2023.
Boteros bestes Weltmeisterschafts-Ergebnis war ein 35. Platz 2015. Im Weltcup war der 12. Platz in La Bresse 2016 sein bestes Resultat.

## Erfolge
2009
 Kolumbianischer Meister – XCO (Junioren)
2010
 Panamerika-Meister – XCO (Junioren), Staffel
 Kolumbianischer Meister – XCO (Junioren)
 Olympische Jugendspiele – Radsport (Mannschaft)
2013
 Panamerika-Meister – XCO (U23)
2014
 Panamerika-Meister – XCO (U23), Staffel
 Kolumbianischer Meister – XCO (U23), XCE
2015
 Kolumbianischer Meister – XCO, XCE
2016
 Kolumbianischer Meister – XCE
2017
 Bolivarische Spiele – XCO
2018
 Panamerika-Meister – Staffel
 Zentralamerika- und Karibikspiele – XCO
2021
 Panamerika-Meisterschaften – XCO
2023
 Zentralamerika- und Karibikspiele – XCO
 Panamerika-Meisterschaften – XCM